# Syniak
Syniak – szczyt o wysokości 1665 m n.p.m. znajdujący się na Ukrainie w masywie Gorganów, pomiędzy Doboszanką i Jawornikiem. Najbliższe wsie to Tatarów i Polanica.